# Juan María Solare
Juan María Solare (Buenos Aires, 11 agosto 1966) è un compositore e pianista argentino, trapiantato a Colonia, in Germania, dal 1993. Abita a Brema, Germania.